# 트립토판
트립토판(영어: tryptophan) (기호: Trp or W)은 단백질의 생합성에 사용되는 α-아미노산이다. 트립토판은 α-아미노기(생물학적 조건에서 양성자화된 −NH3+ 형태), α-카복실기(생물학적 조건에서 탈양성자화된 −COO− 형태) 및 곁사슬인 인돌을 포함하고 있다. 트립토판은 곁사슬인 인돌로 인해 비극성 방향족 베타 탄소 치환기를 갖는 극성 분자가 된다. 트립토판은 사람에게 필수적인 아미노산으로 인체에서 합성되지 않으며 음식을 통해 섭취해야 한다. 트립토판은 또한 신경전달물질인 세로토닌, 호르몬인 멜라토닌 및 비타민 B3의 전구체이다. 트립토판은 UGG 코돈에 의해 암호화되어 있다.
다른 아미노산들과 마찬가지로 트립토판은 아미노기가 양성자화되고(–NH+
3; pKa = 9.39) 카복실기가 탈양성자화되는( –COO−; pKa = 2.38) 생리학적 pH에서 양쪽성 이온이다.
사람을 포함한 많은 동물들은 트립토판을 합성할 수 없다. 이러한 동물들에게 트립토판은 음식물을 통해 섭취해야 하는 필수 아미노산이다.

## 기능
트립토판을 포함한 아미노산들은 단백질 생합성에서 단위체로 사용되며, 단백질은 생명 현상을 유지하는 데 필수적이다. 트립토판은 다른 아미노산들에 비해 단백질에서 발견되는 빈도가 낮은 편이지만, 단백질에서 중요한 구조적 또는 기능적 역할을 담당한다. 예를 들어, 트립토판과 티로신 잔기는 세포막 내에서 막 단백질을 고정하는 데 특별한 역할을 한다. 트립토판은 다른 방향족 아미노산과 함께 글리칸-단백질 상호작용에서도 중요한 역할을 한다. 또한 트립토판은 다음과 같은 화합물들의 생화학적 전구체로 작용한다.
- 세로토닌 – 트립토판 하이드록실화효소에 의해 합성되는 신경전달물질[6][7]
- 멜라토닌 – N-아세틸기전이효소 및 아세틸세로토닌 O-메틸기전이효소에 의해 세로토닌으로부터 차례로 합성되는 신경호르몬[8]
- 키뉴레닌 – 트립토판이 주로(95% 이상) 대사되는 물질. 면역계와 뇌에서 인돌아민 2,3-이산소화효소와 간에서의 트립토판 2,3-이산소화효소라는 두 가지 효소가 트립토판으로부터 키뉴레닌의 합성을 담당한다. 트립토판 분해 대사의 키뉴레닌 경로는 조현병,[9] 주요 우울 장애,[9] 및 양극성 장애[9][10]와 같은 정신 장애를 포함한 여러 질병에서 달라질 수 있다.
- 니아신 – 비타민 B3로도 알려져 있으며 트립토판으로부터 키뉴레닌과 퀴놀린산을 거쳐서 합성된다.[11]
- 옥신 – 식물 호르몬의 일종으로 트립토판으로부터 합성된다.[12]

과당 흡수장애는 장에서 트립토판의 부적절한 흡수, 혈액 내 트립토판의 수치 감소 및 우울증을 유발한다.
트립토판을 합성하는 세균에서 세포 내 트립토판의 높은 수준은 트립토판 오페론에 결합하는 억제인자 단백질을 활성화시킨다. 이 억제인자가 트립토판 오페론에 결합하면 트립토판의 생합성에 관여하는 효소를 암호화하고 있는 하류 DNA의 전사를 막는다. 따라서 높은 수준의 트립토판은 음성 피드백을 통해 트립토판의 합성을 막고 세포의 트립토판 수준이 다시 낮아지면 트립토판 오페론의 전사가 재개된다. 이는 세포의 내부 및 외부 트립토판 수준의 변화에 대해 엄격하게 조절되고 신속하게 반응하도록 한다.
|  |

틀:Tryptophan metabolism by human microbiota

## 권장 식이 허용량
미국 의학 연구소의 식품 영양 위원회(FNB)는 2002년에 필수 아미노산에 대한 권장 식이 허용량(RDA)을 제정했다. 19세 이상의 성인의 경우 매일 체중 1 kg 당 5 mg의 트립토판을 필요로 한다.

### 식이 공급원
트립토판은 대부분의 단백질 기반 식품이나 식이 단백질에 존재한다. 트립토판은 특히 초콜릿, 귀리, 말린 대추야자, 우유, 요구르트, 코티지 치즈, 붉은색 고기, 달걀, 생선, 가금류, 참깨, 병아리콩, 아몬드, 해바라기씨, 호박씨, 대마씨, 메밀, 스피룰리나, 땅콩에 풍부하다. 조리된 칠면조에는 트립토판이 풍부하다는 일반적인 믿음과는 달리 칠면조의 트립토판 함량은 전형적인 가금류에서 볼 수 있는 함량이다.
| 식품                     | 트립토판 [g/식품의 100 g] | 단백질 [g/식품의 100 g] | 트립토판/단백질 [%] |
| ------------------------ | ------------------------- | ----------------------- | ------------------- |
| 달걀 흰자, 건조된 것     | 1.00                      | 81.10                   | 1.23                |
| 스피룰리나, 건조된 것    | 0.92                      | 57.47                   | 1.62                |
| 대서양대구, 건조된 것    | 0.70                      | 62.82                   | 1.11                |
| 콩, 날 것                | 0.59                      | 36.49                   | 1.62                |
| 파마산 치즈              | 0.56                      | 37.90                   | 1.47                |
| 치아시드, 건조           | 0.436                     | 16.5                    | 2.64                |
| 참깨                     | 0.37                      | 17.00                   | 2.17                |
| 체다 치즈                | 0.32                      | 24.90                   | 1.29                |
| 해바라기씨               | 0.30                      | 17.20                   | 1.74                |
| 돼지고기, 갈비살         | 0.25                      | 19.27                   | 1.27                |
| 칠면조고기               | 0.24                      | 21.89                   | 1.11                |
| 닭고기                   | 0.24                      | 20.85                   | 1.14                |
| 쇠고기                   | 0.23                      | 20.13                   | 1.12                |
| 귀리                     | 0.23                      | 16.89                   | 1.39                |
| 연어                     | 0.22                      | 19.84                   | 1.12                |
| 양고기, 갈비살           | 0.21                      | 18.33                   | 1.17                |
| 퍼치, 대서양             | 0.21                      | 18.62                   | 1.12                |
| 병아리콩, 날 것          | 0.19                      | 19.30                   | 0.96                |
| 달걀                     | 0.17                      | 12.58                   | 1.33                |
| 흰색 밀가루              | 0.13                      | 10.33                   | 1.23                |
| 제과용 초콜릿, 무가당    | 0.13                      | 12.9                    | 1.23                |
| 우유                     | 0.08                      | 3.22                    | 2.34                |
| 흰 쌀, 익힌 것           | 0.028                     | 2.38                    | 1.18                |
| 퀴노아, 조리하지 않은 것 | 0.167                     | 14.12                   | 1.2                 |
| 퀴노아, 조리한 것        | 0.052                     | 4.40                    | 1.1                 |
| 감자                     | 0.02                      | 2.14                    | 0.84                |
| 타마린드                 | 0.018                     | 2.80                    | 0.64                |
| 바나나                   | 0.01                      | 1.03                    | 0.87                |

## 의료용

### 우울증
트립토판은 5-하이드록시트립토판(5-HTP)으로 전환된 다음 신경전달물질인 세로토닌으로 전환되기 때문에 트립토판 또는 5-하이드록시트립토판을 섭취하면 뇌에서 세로토닌의 수준을 증가시켜 우울증 증상을 개선할 수 있다고 제안되었다. 트립토판은 미국(1989년과 2005년 사이에 다양한 범위에서 금지된 후)에서 일반의약품으로, 영국에서 항우울제, 항불안제 및 수면 보조제로 사용하기 위한 식이 보충제로 일반 판매되고 있다. 또한 트립토판은 주요 우울증 치료를 위해 일부 유럽 국가에서 처방전 의약품으로 판매된다. 혈액의 트립토판 수치는 식단을 변경해도 바뀌지 않을 것이라는 증거가 있는데, 정제된 트립토판을 섭취하면 뇌의 세로토닌 수치가 증가하지만 트립토판을 함유한 식품을 섭취하면 뇌의 세로토닌 수치가 증가하지 않는다.
2001년에 5-하이드록시트립토판(5-HTP)과 트립토판이 우울증에 미치는 영향에 대한 코크란 리뷰가 발표되었다. 저자는 엄격한 연구만 포함했으며 5-하이드록시트립토판과 트립토판에 대한 데이터가 제한적이기 때문에 리뷰에 모두 포함시켰다. 1966년에서 2000년 사이에 발표된 우울증에 대한 108건의 연구 중 2건만이 저자의 기준을 충족했으며 총 64명의 연구 참가자들이 참여했다. 포함된 두 연구에서 이 물질은 위약보다 더 효과적이었지만 저자는 "결론을 내리기에는 증거의 질이 충분하지 않다"라고 언급하고 "효과적이고 안전한 것으로 입증된 대체 항우울제가 존재하기 때문에 5-하이드록시트립토판과 트립토판의 임상적 유용성은 현재 제한적"이라고 말한다. 기분 및 불안 장애에 대한 표준 치료에 추가하여 보조 요법으로 트립토판을 사용하는 것은 과학적 증거에 의해 뒷받침되지 않는다.

### 불면증
미국 수면의학회의 2017년 임상 진료 지침은 효과가 좋지 않기 때문에 불면증 치료에 트립토판의 사용을 권장하지 않는다.

## 부작용
트립토판 보충의 잠재적인 부작용으로는 메스꺼움, 설사, 졸음, 현기증, 두통, 구강건조증, 흐린 시력, 진정, 행복감, 안구진탕증(무의식적 안구 운동)이 있다.

## 상호작용
식이 보충제(예: 정제 형태)로 복용하는 트립토판은 모노아민 산화효소 저해제(MAOI) 또는 선택적 세로토닌 재흡수 저해제(SSRI) 계열의 항우울제 또는 기타 강력한 세로토닌작동성 약물과 함께 사용하면 세로토닌 증후군을 유발할 가능성이 있다. 트립토판 보충은 임상 환경에서 철저히 연구되지 않았기 때문에 다른 약물과의 상호작용은 잘 알려져 있지 않다.

## 분리
트립토판의 분리는 1901년에 프레더릭 가울랜드 홉킨스에 의해 처음으로 보고되었다. 홉킨스는 가수분해된 카제인으로부터 트립토판을 분리하였고, 카제인 600 g으로부터 트립토판 4~8 g을 분리했다.

## 생합성 및 산업적 생산
사람과 다른 동물들은 단순한 물질로부터 필수 아미노산인 트립토판을 합성할 수 없기 때문에 트립토판을 함유하고 있는 단백질의 형태로 음식물을 통해 섭취해야 한다. 식물과 미생물은 일반적으로 시킴산 또는 안트라닐산으로부터 트립토판을 합성한다. 안트라닐산은 포스포리보실 피로인산(PRPP)과 축합하여 부산물로 피로인산을 생성한다. 리보스 부분의 고리가 열리고 환원적 탈카복실화되어 인돌-3-글리세롤 인산이 생성된다. 이것은 차례로 인돌로 전환된다. 마지막 단계에서 트립토판 생성효소에 의해 인돌과 아미노산인 세린으로부터 트립토판이 생성된다.
|  |

트립토판의 산업적 생산도 생합성이며, 바실루스 아밀로리퀘파시엔스(Bacillus amyloliquefaciens), 고초균(Bacillus subtilis), 코리네박테리움 글루타미쿰(Corynebacterium glutamicum) 또는 대장균(Escherichia coli)과 같은 야생형 또는 유전자 변형 세균을 사용한 세린 및 인돌의 발효를 기반으로 한다. 이들 균주는 방향족 아미노산 또는 다중/과발현된 트립토판 오페론의 재흡수를 방지하는 돌연변이를 가지고 있다. 이러한 전환은 트립토판 생성효소에 의해 촉매된다.

## 사회와 문화

### 쇼와덴코 오염 스캔들
1989년에 미국에서 호산구 증가 근육통 증후군(EMS)이 크게 발생하여 미국 질병통제예방센터(CDC)에 1,500건 이상의 사례가 보고되었고 최소 37명이 사망했다. 예비 조사에서 발병이 트립토판의 섭취와 관련이 있음이 밝혀진 후, 미국 식품의약국(FDA)은 1989년에 트립토판 보충제를 리콜 조치하였고 1990년에 대부분의 공개 판매를 금지했으며 다른 국가들도 이에 따랐다.
후속 연구에서 호산구 증가 근육통 증후군이 일본의 대형 제조업체인 쇼와덴코가 공급한 특정 L-트립토판과 관련이 있음이 밝혀졌다. 결국 쇼와덴코의 L-트립토판의 최근 공급분이 미량의 불순물에 의해 오염되었으며, 이는 이후 1989년의 호산구 증가 근육통 증후군 발병의 원인이 된 것으로 추정되었다. 그러나 다른 증거는 트립토판 자체가 호산구 증가 근육통 증후군의 잠재적인 주요 기여 요인이 될 수 있음을 시사한다. 또한 전구체가 독성 이량체를 형성하기에 충분한 농도에 도달했다는 주장도 있다.
미국 식품의약국(FDA)은 2001년 2월에 트립토판의 판매 및 마케팅에 대한 제한을 완화했지만 2005년까지 면제 용도가 아닌 트립토판의 수입을 계속해서 제한했다.
쇼와덴코의 생산 시설이 유전자 조작 세균을 사용하여 오염된 L-트립토판을 생산하여 나중에 호산구 증가 근육통 증후군의 발병을 일으킨 것으로 밝혀졌다는 사실은 "생명공학 유래 제품의 화학적 순도에 대한 면밀한 모니터링"이 필요하다는 증거로 인용되었다. 순도에 대한 모니터링을 요구하는 사람들은 차례로 비GMO 요인에 의한 오염을 간과하고 생명공학의 발전을 위협하는 반GMO 활동가들이라는 비판을 받았다.

### 칠면조 고기와 졸음 가설
미국에서는 칠면조고기를 많이 섭취하면 칠면조에 함유된 높은 수준의 트립토판으로 인해 졸음이 유발된다고 주장한다. 그러나 칠면조에 함유된 트립토판의 양은 다른 육류에 함유된 트립토판의 양과 비슷하다. 식곤증은 칠면조와 함께 먹은 다른 음식, 특히 탄수화물로 인해 유발될 수 있다. 탄수화물이 풍부한 식사를 하면 인슐린이 분비된다. 인슐린은 차례로 큰 중성 가지사슬 아미노산의 흡수를 자극하지만 트립토판은 근육으로 흡수되지 않아 혈액에서 가지사슬 아미노산에 대한 트립토판의 비율을 증가시킨다. 결과적으로 증가된 트립토판의 비율은 큰 중성 아미노산 수송체(가지사슬 아미노산과 방향족 아미노산을 모두 수송함)에서의 경쟁을 감소시켜, 혈액뇌장벽을 가로질러 뇌척수액으로 트립토판이 더 많이 흡수되도록 한다. 트립토판은 일단 뇌척수액으로 들어가면 정상적인 효소 경로에 의해 봉선핵에서 세로토닌으로 전환된다. 세로토닌은 송과샘에 의해 멜라토닌으로 대사된다. 따라서 이러한 데이터는 식곤증이 탄수화물이 풍부한 음식물을 과식한 결과일 수 있음을 시사하며, 이는 뇌에서 멜라토닌의 생성을 간접적으로 증가시켜 수면을 촉진한다.

## 연구
1912년에 펠릭스 에를리히는 효모가 본질적으로 이산화 탄소를 분리하고 아미노기를 하이드록실기로 대체함으로썬 천연 아미노산을 대사한다는 것을 보여주었다. 이 반응에 의해 트립토판은 트립토폴로 전환된다.
트립토판은 정제된 형태로 경구 투여될 때 뇌의 세로토닌 합성에 영향을 미치며 연구를 위해 세로토닌의 수치를 조절하는 데 사용된다. 뇌에서의 낮은 수준의 세로토닌은 급성 트립토판 고갈이라고 불리는 기술에서 트립토판이 부족한 단백질의 투여에 의해 유도된다. 이 방법을 사용한 연구는 세로토닌이 기분과 사회적 행동에 미치는 영향을 평가했으며 세로토닌이 공격성을 감소시키고 친화력을 증가시킨다는 것을 발견했다.

### 형광
트립토판은 트립토판 잔기 주변의 미세 환경의 특성을 추정하는 데 사용할 수 있는 고유한 고유 형광 탐침(아미노산)이다. 접힌 단백질의 고유 형광 방출의 대부분은 트립토판 잔기의 여기로 인한 것이다.

## 같이 보기
- 페닐알라닌
- 티로신
- 5-하이드록시트립토판 (5-HTP)
- 아크리-로젠하임 반응
- 아담키비츠 반응
- 감쇠인자
- N,N-다이메틸트립타민
- 홉킨스-콜 반응
- 세로토닌
- 트립타민

## 더 읽을거리
- Wood RM, Rilling JK, Sanfey AG, Bhagwagar Z, Rogers RD (May 2006). “Effects of tryptophan depletion on the performance of an iterated Prisoner's Dilemma game in healthy adults”. 《Neuropsychopharmacology》 31 (5): 1075–84. doi:10.1038/sj.npp.1300932. PMID 16407905.